# Iskra Grabuloska
Iskra Grabuloska née Iskra Spirov à Pleven en 1936, morte à Skopje le 14 septembre 2008 est une architecte macédonienne. Elle est l'architecte du monument Makedonium à Kruševo.

## Biographie
Elle est née en 1936. Elle est la fille de Boris Spirov, président de l'Assemblée antifasciste macédonienne et deuxième président de l'Assemblée de la République de Macédoine, médecin et humaniste. Elle fréquente l'École des Beaux-Arts de Skopje, où elle rencontre le sculpteur Jordan Grabuloski. Iskra et Jordan se marient et ont une fille Лира Грабулоска (sr).   
Iskra et Jordan collaborent sur la plupart de leur projet. Ils travaillent ensemble pour créer d'immenses installations publiques. Leur œuvre publique la plus politique et la plus connue est le Makedonium à Kruševo. Ce monument est érigé en mémoire du soulèvement d'Ilindan en 1903, contre l'empire ottoman. Ce soulèvement est le symbole de la liberté du peuple macédonien.
Iskra Grabuloska est une adepte du philosophe et gourou indien Sai Baba, l'aidant dans son travail humanitaire en Inde. Elle traduit plusieurs de ses livres. Elle est également connue comme son activité humanitaire auprès aux patients atteints du SIDA.
Elle meurt le 14 septembre 2008 à Skopje, où elle est enterrée.